# Pro Patria et Libertate Sezione Calcio 1951-1952
Questa voce raccoglie le informazioni riguardanti la Pro Patria et Libertate Sezione Calcio nelle competizioni ufficiali della stagione 1951-1952.

## Stagione
Nella stagione 1951-1952 la Pro Patria disputa il campionato di Serie A, con 37 punti si piazza in decima posizione, il torneo è stato vinto con 60 punti dalla Juventus, davanti al Milan con 53 punti. Retrocedeno Libertas Lucchese, Padova e Legnano. La Triestina quart'ultima supera due esami e si salva, prima battendo la Lucchese (1-0), poi supera il Brescia (1-0) che era giunto secondo in Serie B.
La compagine bustocca si presenta ampiamente rinnovata, il nuovo allenatore è Mario Varglien già giocatore biancoblù nel 1928. Nuovo il difensore Alfredo Travia prelevato dal Como, l'attaccante Norbert Hofling arrivato dalla Lazio, la mezzala Benjamín Santos detto Jo, ed alcuni giovani tra i quali il promettente Paolo Marcora. Vengono ceduti Antonio Azimonti al Genoa, Lelio Antoniotti alla Lazio, Alfonso Borra al Brescia. Disputa un sontuoso campionato la Pro Patria, offrendo alla tifoseria bustocca il miglior football dal dopoguerra in poi, memorabile la cinquina inflitta all'Internazionale all'ultima di campionato. Da sottolineare anche le prestazioni dell'astuto Francesco La Rosa, bomber di questa stagione con undici marcature.

## Rosa
| N. |                   | Ruolo | Calciatore          |
| -- | ----------------- | ----- | ------------------- |
|    | Italia (bandiera) | P     | Angelo Uboldi       |
|    | Italia (bandiera) | D     | Spartaco Donati     |
|    | Italia (bandiera) | D     | Paolo Marcora       |
|    | Italia (bandiera) | D     | Alfredo Travia      |
|    | Italia (bandiera) | C     | Antonio Fossati     |
|    | Italia (bandiera) | C     | Giobatta Martini    |
|    | Italia (bandiera) | C     | Edo Nicora          |
|    | Italia (bandiera) | C     | Bruno Orzan         |
|    | Italia (bandiera) | C     | Rinaldo Settembrino |

| N. |                      | Ruolo | Calciatore         |
| -- | -------------------- | ----- | ------------------ |
|    | Italia (bandiera)    | C     | Guglielmo Toros    |
|    | Italia (bandiera)    | A     | Giorgio Barsanti   |
|    | Italia (bandiera)    | A     | Oliviero Belcastro |
|    | Italia (bandiera)    | A     | Umberto Guarnieri  |
|    | Italia (bandiera)    | A     | Francesco La Rosa  |
|    | Romania (bandiera)   | A     | Norbert Hofling    |
|    | Italia (bandiera)    | A     | Ettore Mannucci    |
|    | Argentina (bandiera) | A     | Benjamín Santos    |
|    | Ungheria (bandiera)  | A     | Stefan Turbeky     |

## Risultati

### Serie A

#### Girone di andata
| Arbitro: | Massai (Pisa) |

|                         |           |                                     |
| Turbeky 68’ Hofling 72’ | Marcatori | 46’ Martegani 52’ Giovanni Sperotto |

| Arbitro: | Rigato (Mestre) |

|                      |           |  |
| Carapellese 44’, 83’ | Marcatori |  |

| Arbitro: | Agnolin (Bassano del Grappa) |

|            |           |           |
| Santos 33’ | Marcatori | 62’ Ekner |

| Arbitro: | Liverani (Torino) |

|                                                |           |             |
| Renosto 13’, 52’, 70’ Burini 56’ Annovazzi 84’ | Marcatori | 77’ Hofling |

| Arbitro: | Bellè (Venezia) |

|                        |           |                                    |
| Turbeky 7’ Martini 84’ | Marcatori | 10’ (aut.) Fossati 47’ Fontanesi I |

| Arbitro: | Carpani (Milano) |

|                     |           |                  |
| Trevisan 30’ (rig.) | Marcatori | 77’, 79’ La Rosa |

| Arbitro: | Orlandini (Roma) |

|           |           |                                              |
| Toros 88’ | Marcatori | 2’ (rig.) Hansen 9’ Boniperti 20’ Muccinelli |

| Arbitro: | Cartei (Firenze) |

|                                                  |           |             |
| Amadei 64’ Todeschini 66’ Arce 74’ Formentin 78’ | Marcatori | 27’ La Rosa |

| Arbitro: | De Leo (Mestre) |

|             |           |               |
| Pilmark 57’ | Marcatori | 81’ Guarnieri |

| Busto Arsizio 18 novembre 1951 10ª giornata | Pro Patria                   | 0 – 0 | Palermo | Stadio Comunale\| Arbitro: \| Agnolin (Bassano del Grappa) \| |
| Arbitro:                                    | Agnolin (Bassano del Grappa) |       |         |                                                               |

| Arbitro: | Maurelli (Roma) |

|  |           |             |
|  | Marcatori | 67’ La Rosa |

| Arbitro: | Pieri (Trieste) |

|                       |           |              |
| Orzan 29’ Turbeky 54’ | Marcatori | 76’ Frandsen |

| Arbitro: | Marchetti (Milano) |

|  |           |               |
|  | Marcatori | 80’ Guarnieri |

| Arbitro: | Silvano (Torino) |

|                                        |           |                       |
| Toros 55’, 62’ La Rosa 56’ Turbeky 75’ | Marcatori | 31’ Sukru 87’ Flamini |

| Arbitro: | Marchetti (Milano) |

|             |           |               |
| La Rosa 44’ | Marcatori | 11’ Goldaniga |

| Arbitro: | Gemini (Roma) |

|                                |           |  |
| Ciccarelli 27’, 80’ Ispiro 40’ | Marcatori |  |

| Arbitro: | Bellè (Venezia) |

|                                    |           |                |
| La Rosa 31’, 72’ Santos 59’ (rig.) | Marcatori | 26’, 55’ Gotti |

| Arbitro: | Piemonte (Monfalcone) |

|                  |           |  |
| Orzan 64’ (rig.) | Marcatori |  |

| Arbitro: | Rigato (Mestre) |

|                                    |           |  |
| Wilkes 55’ Broccini 74’ Armano 88’ | Marcatori |  |

#### Girone di ritorno
| Arbitro: | Maurelli (Roma) |

|              |           |  |
| Camporese 9’ | Marcatori |  |

| Arbitro: | Pieri (Trieste) |

|                  |           |            |
| Orzan 70’ (rig.) | Marcatori | 60’ Florio |

| Arbitro: | Piemonte (Monfalcone) |

|                                   |           |  |
| Pandolfini 19’ Beltrandi 60’, 87’ | Marcatori |  |

| Arbitro: | Agnolin (Bassano del Grappa) |

|                       |           |                     |
| Hofling 44’ Orzan 55’ | Marcatori | 1’ Gren 72’ Nordahl |

| Arbitro: | Pieri (Trieste) |

|                             |           |                        |
| Fontanesi I 43’ Marzani 51’ | Marcatori | 10’ La Rosa 79’ Santos |

| Arbitro: | Gemini (Roma) |

|             |           |             |
| Turbeky 30’ | Marcatori | 11’ Fiorini |

| Arbitro: | Longagnani (Modena) |

|                                                  |           |            |
| Hansen 3’, 22’ Muccinelli 26’, 58’ Boniperti 75’ | Marcatori | 27’ Santos |

| Arbitro: | Pieri (Trieste) |

|               |           |             |
| Guarnieri 26’ | Marcatori | 82’ Krieziu |

| Arbitro: | Orlandini (Roma) |

|                  |           |  |
| Hofling 67’, 80’ | Marcatori |  |

| Arbitro: | Canavesio (Torino) |

|            |           |                           |
| Bronèe 14’ | Marcatori | 24’ La Rosa 50’ Guarnieri |

| Arbitro: | Gemini (Roma) |

|               |           |  |
| Belcastro 50’ | Marcatori |  |

| Arbitro: | Bellè (Venezia) |

|                        |           |  |
| Greco 49’ Frandsen 57’ | Marcatori |  |

| Arbitro: | Marchetti (Milano) |

|             |           |  |
| Hofling 23’ | Marcatori |  |

| Arbitro: | Cartei (Firenze) |

|                     |           |               |
| Macci 39’ Sukru 78’ | Marcatori | 56’ Guarnieri |

| Arbitro: | Longagnani (Modena) |

|             |           |             |
| Sörensen 2’ | Marcatori | 90’ La Rosa |

| Arbitro: | Orlandini (Roma) |

|                           |           |                  |
| Guarnieri 37’ Hofling 59’ | Marcatori | 32’, 68’ De Vito |

| Arbitro: | Fortina (Novara) |

|              |           |  |
| Bassetto 63’ | Marcatori |  |

| Arbitro: | Pieri (Trieste) |

|                                           |           |  |
| Alberico 28’ Baira 83’ (rig.) Pesaola 89’ | Marcatori |  |

| Arbitro: | Fortina (Novara) |

|                                                |           |             |
| Toros 50’, 54’ Mannucci 65’, 89’ Guarnieri 72’ | Marcatori | 24’ Lorenzi |

## Statistiche

### Statistiche di squadra
| Competizione | Punti | In casa | In casa | In casa | In casa | In casa | In casa | In trasferta | In trasferta | In trasferta | In trasferta | In trasferta | In trasferta | Totale | Totale | Totale | Totale | Totale | Totale | DR  |
| Competizione | Punti | G       | V       | N       | P       | Gf      | Gs      | G            | V            | N            | P            | Gf           | Gs           | G      | V      | N      | P      | Gf     | Gs     | DR  |
| ------------ | ----- | ------- | ------- | ------- | ------- | ------- | ------- | ------------ | ------------ | ------------ | ------------ | ------------ | ------------ | ------ | ------ | ------ | ------ | ------ | ------ | --- |
| Serie A      | 37    | 19      | 8       | 10      | 1       | 33      | 22      | 19           | 4            | 3            | 12           | 14           | 40           | 38     | 12     | 13     | 13     | 47     | 62     | -15 |

### Statistiche dei giocatori
| Giocatore      | Serie A  | Serie A |
| Giocatore      | Presenze | Reti    |
| -------------- | -------- | ------- |
| G. Barsanti    | 20       | 0       |
| O. Belcastro   | 9        | 1       |
| S. Donati      | 30       | 0       |
| A. Fossati     | 37       | 0       |
| U. Guarnieri   | 35       | 7       |
| N. Hofling     | 30       | 7       |
| F. La Rosa     | 34       | 11      |
| E. Mannucci    | 5        | 2       |
| P. Marcora     | 2        | 0       |
| G. Martini     | 35       | 1       |
| E. Nicora      | 1        | 0       |
| B. Orzan       | 21       | 4       |
| R. Settembrino | 10       | 0       |
| B. Santos      | 25       | 4       |
| G. Toros       | 21       | 5       |
| A. Travia      | 37       | 0       |
| I. Turbeky     | 28       | 5       |
| A. Uboldi      | 38       | -62     |